# Polarización en astronomía
La polarización es un fenómeno importante en astronomía. 

## Estrellas
La polarización de la luz estelar fue observada por primera vez por los astrónomos William Hiltner y John S. Hall en 1949. Posteriormente, Jesse Greenstein y Leverett Davis, Jr. desarrollaron teorías que permitían el uso de datos de polarización para rastrear campos magnéticos interestelares. Aunque la radiación térmica integrada de las estrellas no suele estar apreciablemente polarizada en la fuente, la dispersión por el polvo interestelar puede imponer la polarización de la luz de las estrellas a largas distancias. La polarización neta en la fuente puede ocurrir si la fotosfera en sí es asimétrica. La polarización plana de la luz estelar generada en la estrella misma se observa para las estrellas Ap (estrellas de tipo A peculiares).

## Sol
Se ha medido la polarización circular y lineal de la luz solar. La polarización circular se debe principalmente a los efectos de transmisión y absorción en regiones fuertemente magnéticas de la superficie del Sol. Otro mecanismo que da lugar a la polarización circular es el llamado "mecanismo de alineación a orientación". La luz continua está polarizada linealmente en diferentes lugares a través de la cara del Sol (polarización de las extremidades), aunque en su conjunto, esta polarización se cancela. La polarización lineal en las líneas espectrales generalmente se crea mediante la dispersión anisotrópica de fotones en átomos e iones que pueden ser polarizados por esta interacción. El espectro polarizado linealmente del Sol a menudo se llama el segundo espectro solar. La polarización atómica se puede modificar en campos magnéticos débiles por el efecto Hanle. Como resultado, la polarización de los fotones dispersos también se modifica proporcionando una herramienta de diagnóstico para comprender los campos magnéticos estelares.

## Otras fuentes

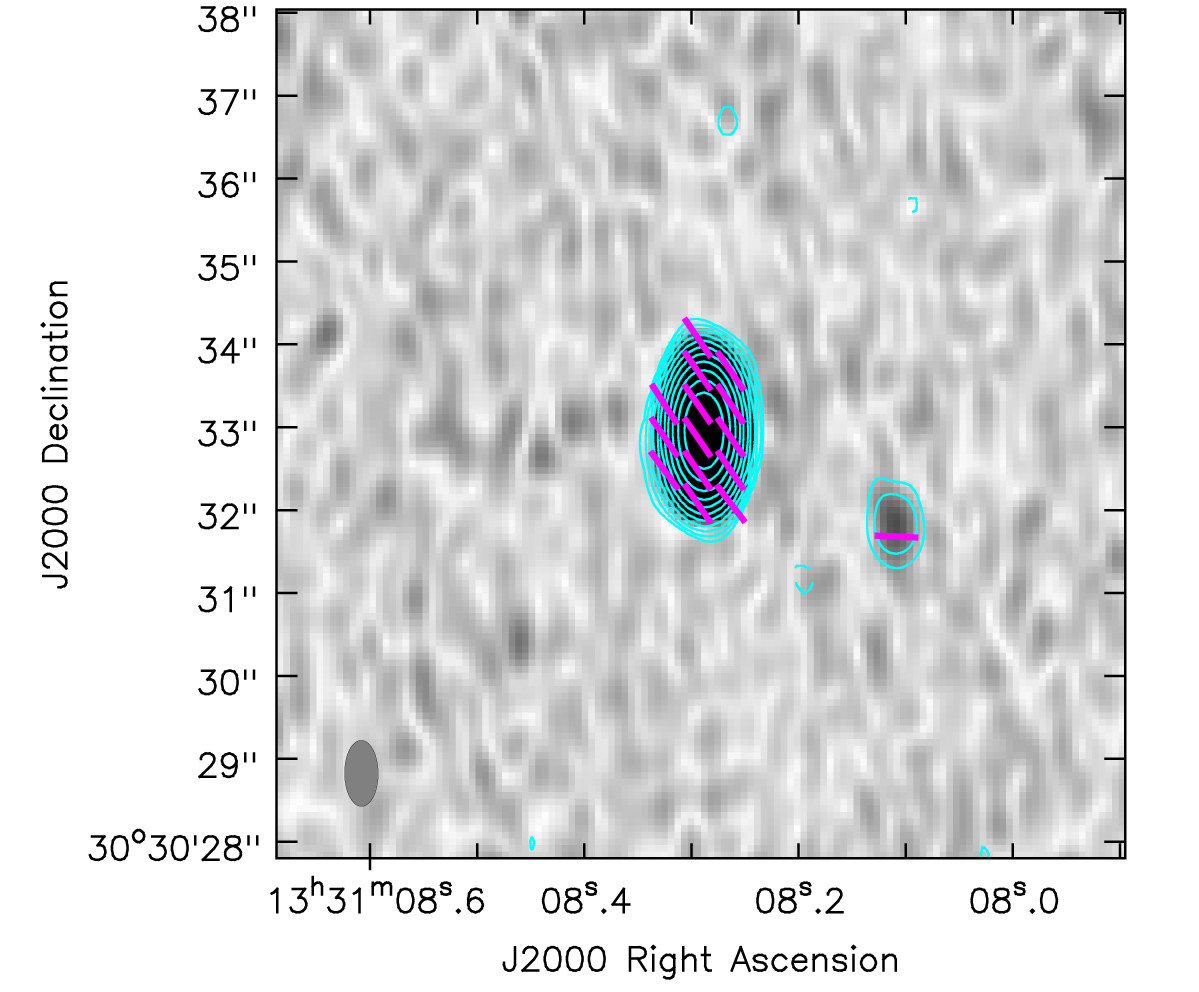
La polarización en el quásar 3C 286 medida con ALMA

La polarización también está presente en la radiación de fuentes astronómicas coherentes debido al efecto Zeeman (por ejemplo máseres). 
Los grandes lóbulos de radio en las galaxias activas y la radiación de radio de púlsar (que se especula, a veces puede ser coherente) también muestran polarización. 
Además de proporcionar información sobre fuentes de radiación y dispersión, la polarización también sondea el campo magnético interestelar en nuestra galaxia, así como en las radiogalaxias a través de la rotación de Faraday.  En algunos casos puede ser difícil determinar qué parte de la rotación de Faraday se encuentra en la fuente externa y cuánto es local en nuestra propia galaxia, pero en muchos casos es posible encontrar otra fuente distante cerca del cielo; así, al comparar la fuente candidata y la fuente de referencia, los resultados se pueden desenredar. 

## Fondo cósmico de microondas
La polarización del fondo cósmico de microondas (CMB) también se está utilizando para estudiar la física del universo primitivo. CMB exhibe 2 componentes de polarización: polarización en modo B (libre de divergencia como el campo magnético) y polarización en modo E (libre de curvatura solo como el campo eléctrico). El telescopio BICEP2 ubicado en el Polo Sur ayudó a detectar la polarización en modo B en el CMB. Los modos de polarización del CMB pueden proporcionar más información sobre la influencia de las ondas gravitacionales en el desarrollo del universo primitivo. 
Se ha sugerido que las fuentes astronómicas de luz polarizada causaron la quiralidad encontrada en las moléculas biológicas en la Tierra.